# Desnes (Jura)
Desnes település Franciaországban, Jura megyében. Lakosainak száma 490 fő (2022. január 1.). Desnes Bletterans, Commenailles, Relans, Ruffey-sur-Seille és Vincent-Froideville községekkel határos.

## Népesség
A település népességének változása:
| Lakosok száma | 323  | 328  | 367  | 465  | 469  | 468  | 481  | 481  | 481  | 490  |
|               | 1968 | 1982 | 1990 | 2006 | 2013 | 2015 | 2017 | 2019 | 2020 | 2022 |